# 安春川
安春川（やすはるがわ）は、札幌市北区を流れる人口水路。
新琴似4条2丁目および新琴似5条2丁目の境が上流である。新琴似4条と新琴似5条の境に、2丁目から13丁目あたりまで、ほぼ直線に流れるものの、新琴似5条13丁目で、北北東に曲がる。新琴似12条16丁目から屯田5条12丁目の西に入り、屯田9条12丁目の西で、発寒川に合流する。延長は、4.7kmである。
1890年（明治23年）に、新琴似の屯田兵らにより開削される。湿地帯であった新琴似地区を農地にするには、川をつくり地下水位を下げる必要があるための工事である。「安春川」は、工事を実施に移した安藤貞一郎大尉の「安」に、工事請負人の「春山」某の「春」から来たといわれている。
20世紀に入ると水枯れ状態になり、昭和40年代には雨水排除の河川となっていた。その後、創成川水再生プラザから高度処理水を、札沼線沿線の新琴似5条2丁目あたりより地上に流すことによって、「川」として復活を遂げた。1988年（昭和63年）から1992年（平成4年）にかけ、新琴似の上流から810mについて、遊歩道などの整備が行われた。1993年手づくり郷土賞受賞（自然とふれあう水辺づくり部門）。